# مندن (میزوری)
مندن (به انگلیسی: Mendon) یک شهر در ایالات متحده آمریکا است که در شهرستان چاریتون، میزوری واقع شده‌است. مندن ۰٫۴۷ کیلومتر مربع مساحت و ۱۷۱ نفر جمعیت دارد و ۲۱۵ متر بالاتر از سطح دریا قرار دارد.